# Carl von Funck
Carl Hans Ernst Freiherr von Funck (* 12. August 1881 in Altenburg, Sachsen-Altenburg; † 29. Dezember 1963 in Fritzlar) war ein deutscher Verwaltungsbeamter und Politiker (DNVP).

## Leben
Carl wurde als Sohn des späteren Generalleutnants Karl von Funck geboren.
Er trat in den preußischen Verwaltungsdienst. Im September 1918 wurde er, inzwischen zum Regierungsrat aufgestiegen, vom Regierungspräsidium in Arnsberg als Nachfolger Reinhard von Gehrens als kommissarischer Landrat des Kreises Homberg nach Homberg (Efze) in Nordhessen versetzt. Diese Ernennung wurde am 16. März 1919 endgültig, und Funck hatte dieses Amt bis 1932 inne.
Bei der Zusammenlegung des Kreises Homberg mit dem Kreis Fritzlar zum Kreis Fritzlar-Homberg im Zuge der Verwaltungsreform in Preußen wurde er am 1. Oktober 1932 Landrat des neuen Kreises. Dieses Amt hatte er bis 1945 inne. Danach lebte er bis 1952 im Schloss Zwesten.
Für die DNVP war er von 1919 bis 1920 Abgeordneter im Kommunallandtag Kassel und im Provinziallandtag der Provinz Hessen-Nassau.
Er verstarb am 29. Dezember 1963 in Fritzlar.